# 代日 (上卢瓦尔省)
代日（法語：Desges，法語發音：[dɛʒ]）是法国上卢瓦尔省的一个市镇，属于布里尤德区。

## 地理
代日（45°1'2"N, 3°27'8"E）面积16.83 平方千米，位于法国奥弗涅-罗讷-阿尔卑斯大区上盧瓦爾省，该省份为法国中南部省份，北起多姆山省和卢瓦尔省，西接康塔爾省，南至洛泽尔省，东临阿尔代什省。
与代日接壤的市镇（或旧市镇、城区）包括：奥韦尔、拉贝塞尔圣马里、沙泽勒、皮诺勒、塔亚克、旺特日。

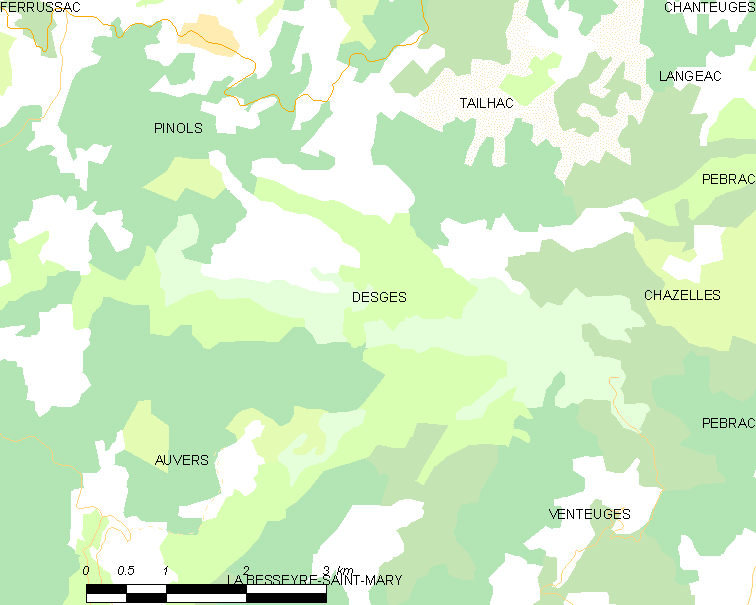
的OSM定位图

代日的时区为UTC+01:00、UTC+02:00（夏令时）。

## 行政
代日的邮政编码为43300，INSEE市镇编码为43085。

## 政治
代日所属的省级选区为阿列峡-热沃当县。

## 人口

1962-2008年间人口变化图示

代日于2022年1月1日时的人口数量为56人。